# Mastodonty
Mastodonty – nazwa, którą do niedawna określano niemal wszystkie wymarłe trąbowce nienależące do rodziny słoniowatych (Elephantidae). Zaliczano tu przedstawicieli rodzin: Mammutidae, Amebelodontidae oraz Gomphotheriidae. Obecnie jedynie przedstawicieli rodziny Mammutidae nazywa się mastodontami. Budowa zębów trzonowych tych ssaków świadczy, że w przeciwieństwie do większości właściwych słoniowatych podstawą ich pokarmu były liście drzew lub inne miękkie części roślin, w tym prawdopodobnie również roślinność wodna. Właściwe słonie odżywiają się głównie twardymi trawami, więc ich trzonowce są płaskie i z dużą ilością jarzm, co umożliwia dokładne rozcieranie pokarmu bogatego w twarde składniki (krzemionkę). Zęby mastodontów miały zupełnie odmienną formę. Posiadały kilka wysokich guzków nadających się do rozcierania bardziej miękkiego pokarmu. Liczba guzków i budowa zębów trzonowych to bardzo ważne cechy, umożliwiające określenie przynależności systematycznej tych trąbowców.
Najwcześniejszym gatunkiem zaliczanym do tej grupy jest Eozygodon morotoensis z miocenu Kenii. Wywodzi się od niego rodzaj Zygolophodon. Opisano już kilka gatunków zygolofodontów zasiedlających Afrykę (Z. aegyptensis), Europę (Z. tapiroides), Azję i Amerykę Północną. Nie były to zbyt duże ssaki jak na trąbowce, z reguły nie przekraczały 2 metrów wysokości w kłębie. W porównaniu ze słoniami były niższe, miały krótsze nogi i wydłużoną sylwetkę ciała. Prawdopodobnie trąby tych zwierząt nie były tak długie i dobrze rozwinięte jak u późniejszych Proboscidea. Posiadały one dwie pary stosunkowo krótkich i słabo zakrzywionych ciosów, po jednej w górnej szczęce i w żuchwie.
Do rodzaju Mammut, od którego pochodzi nazwa całej rodziny, zalicza się zasiedlające w miocenie i pliocenie obszary Europy i Azji Mammut borsoni oraz w pliocenie i plejstocenie obszary Ameryki Północnej Mammut americanus. Ostatnie mastodonty z rodzaju Mammut posiadały już sylwetkę i ogólną budowę ciała zbliżoną do słoniowatych z rodziny Elephantidae. Mastodont amerykański osiągał wielkość podobną jak dzisiejszy słoń indyjski (Elephas maximus) chociaż był nieco niższy oraz posiadał bardziej wydatny kłąb na grzbiecie. Jego ciało pokryte było sierścią. Posiadał jedną parę ciosów w górnej szczęce. Zasiedlał głównie tereny leśne, zwłaszcza na północnym wschodzie Ameryki Północnej. Szczątki tego gatunku znajdowane są jednak na całym obszarze Stanów Zjednoczonych, południowych prowincji Kanady oraz północnego Meksyku.
Dobrze zachowane skamieniałości amerykańskiego mastodonta odkryto w sławnym stanowisku paleontologicznym Rancho la Brea w Kalifornii. Istnieją dowody na to, że Paleoindianie kultury Clovis polowali na te zwierzęta lub przynajmniej wykorzystywali ich kości. Gatunek ten wymarł zaledwie ok. 10 - 9 tysięcy lat temu.
Wcześniejszy gatunek Mammut borsoni zasiedlał tereny Europy w pliocenie. Nie znaleziono kompletnego szkieletu tego trąbowca, jednak na podstawie znanych kości stwierdzono, że był to jeden z największych gatunków trąbowców. Prawdopodobnie osiągał ponad 4,5 m wysokości w kłębie, a jego proste górne ciosy przekraczały nawet 5 metrów długości (ciosy w żuchwie były już bardzo zredukowane).

## Gatunki mastodontów
Do rodziny Mammutidae zaliczany jest jeden rodzaj †Mammut Blumenbach, 1799 obejmujący gatunki:
- †Mammut americanum - mastodont amerykański
- †Mammut borsoni - mastodont Borsona